# 경상남도남해교육지원청
경상남도남해교육지원청(慶尙南道南海敎育支援廳, Namhae Office of Education)은 경상남도 남해군을 관할하는 경상남도교육청 산하 교육지원청이다.
교육장은 장학관으로 보한다.

## 산하 기관

### 초등학교
| - 고현초등학교 - 남명초등학교 - 남해초등학교 - 도마초등학교 | - 미조초등학교 - 삼동초등학교 - 상주초등학교 - 설천초등학교 | - 성명초등학교 - 이동초등학교 - 지족초등학교 | - 창선초등학교 - 해양초등학교 |

### 중학교
| - 꽃내중학교 - 남해여자중학교 - 이동중학교 | - 남해중학교 - 미조중학교 | - 상주중학교 - 설천중학교 | - 창선중학교 - 해성중학교 |